# 劉鉉 (隆慶進士)
劉鉉（1531年—？），字玉卿，江西饒州府鄱陽縣人，民籍，明朝政治人物。

## 生平
嘉靖二十八年（1549年）江西鄉試第五名舉人。隆慶二年（1568年）中式戊辰科會試第一百八十七名，三甲第二百八十六名進士。授江陵县知县，隆慶六年十月选授兵科给事中，萬曆二年（1574年）正月升刑科右，进兵科左，四年三月升工科都给事中，六年二月升廣東右參政、分守嶺西，三月调湖廣右參政、兼管岳永等處兵備，八年十二月升按察使。

## 家族
曾祖劉楷，良醫；祖父劉炳，封知縣 贈吏部郎中；父劉塾，光祿寺卿。母李氏（贈宜人）；繼母楊氏（封宜人）。永感下。兄劉鑑（良医）、劉鍠（监生）、弟劉銑（监生）。